# Pseudophryne robinsoni
A Pseudophryne robinsoni a kétéltűek (Amphibia) osztályának békák (Anura) rendjébe, a Myobatrachidae családba, azon belül a Pseudophryne nembe tartozó faj.

## Előfordulása
Ausztrália endemikus faja. Dél-Ausztrália állam északnyugati részén a Musgrave-hegységben és az Everard-hegység egyes területein, valamint a szomszédos Nyugat-Ausztrália állam keleti részén honos.

## Nevének eredete
A faj nevét Anthony C. Robinson, a Dél-Ausztráliai Környezetvédelmi és Természeti Erőforrások Minisztériumának korábbi munkatársa tiszteletére kapta.

## Megjelenése
Apró termetű békafaj, testhossza elérheti a 3 cm-t. Háta sötét- vagy világosbarna, világos- vagy sötétbarna foltokkal. Fején egy világosbarna folt, háta alsó részén pedig egy narancsbarna csík található. Hasa fekete-fehér márványos mintázatú. Pupillája csaknem kerek, írisze aranyszínű. A karok felső részén a vállaknál és a combok elülső részén narancsbarna foltok láthatók. Ujjai között nincs úszóhártya, ujjai végén nincsenek korongok.

## Életmódja
Ősszel szaporodik. A petékről, az ebihalakról és fejlődési idejéről még nem áll rendelkezésre elegendő információ.

## Természetvédelmi helyzete
A vörös lista a nem fenyegetett fajok között tartja nyilván. Több természetvédelmi területen is megtalálható. Viszonylag újonnan felfedezett faj, ezért több információra van szükség e faj elterjedéséről, populációjának helyzetéről, ökológiájáról és a fajt fenyegető veszélyekről.